# Barnbougle Castle

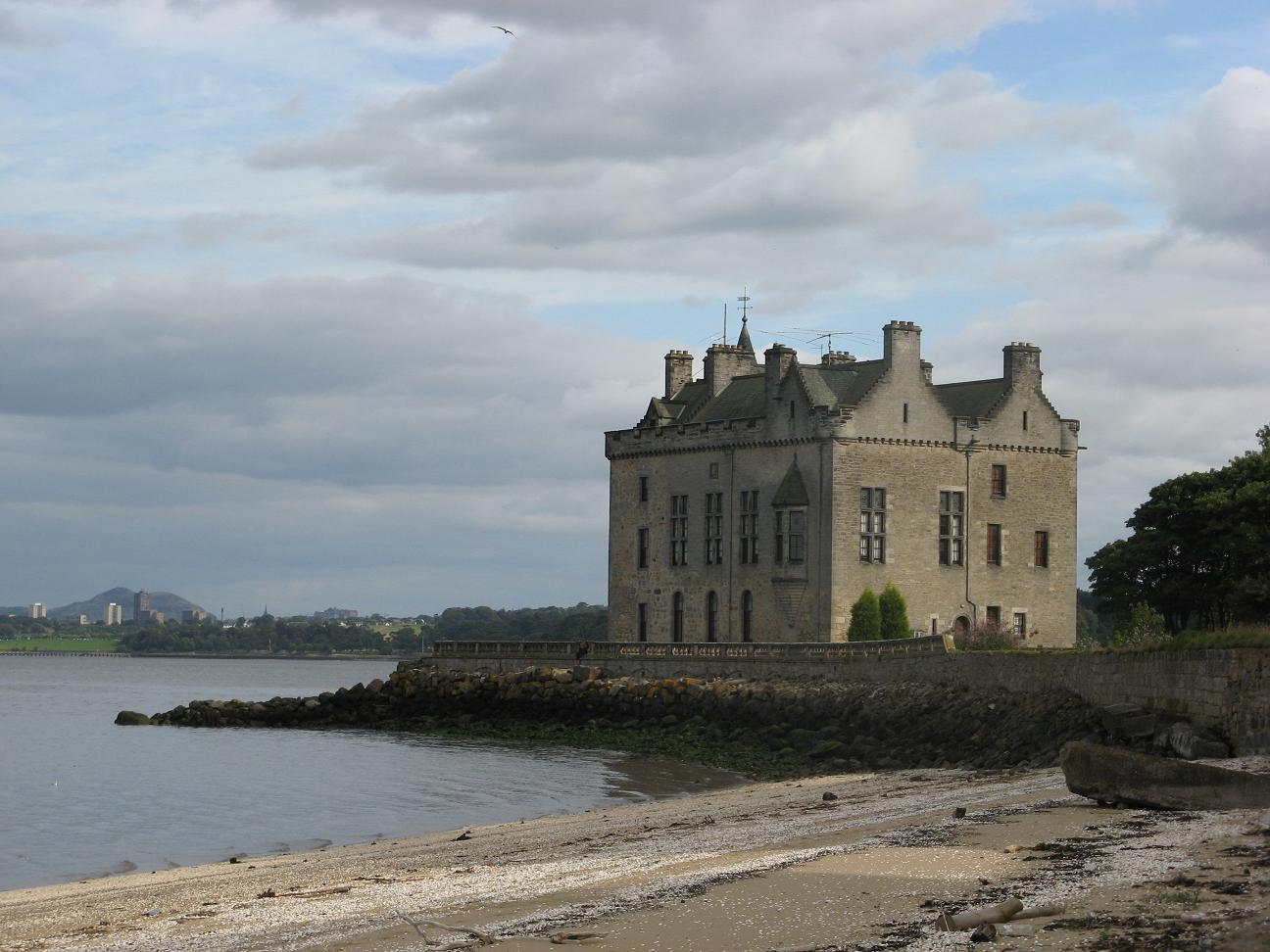
Barnbougle Castle am Firth of Forth. Die Stadt Edinburgh ist in der Ferne zu sehen.

Barnbougle Castle ist ein nachträglich stark veränderter Wohnturm am Südufer des Firth of Forth zwischen Cramond und Queensferry auf dem Gebiet der schottischen Council Area Edinburgh. Der Turm liegt auf den Ländereien des Earl of Rosebery, direkt nordwestlich von Dalmeny House. Die Geschichte des Wohnturms geht auf das 13. Jahrhundert zurück, aber die heutige Burg wurde erst 1881 für Archibald Primrose, 5. Earl of Rosebery, erbaut, der 1894–1895 Premierminister war.

## Namensherkunft
Ältere Formen von „Barnbougle“ sind Barnbughall, Barbogle, Parnbogalle und Pronbugele. Dieser Name ist vom brittonischen brinn bugel (dt.: Schafshirtenhügel), bar an bugel (dt.: Gipfel des Schafshirtenhügels) oder pren bugel (dt.: Schafshirtenbaum) abgeleitet. All diese Namen beziehen sich vermutlich auf die Erhöhung unmittelbar der Küste, die tatsächlich einen ausgezeichneten Überblick über die Weiden um die Mündung des Cockle Burn bietet.

## Geschichte

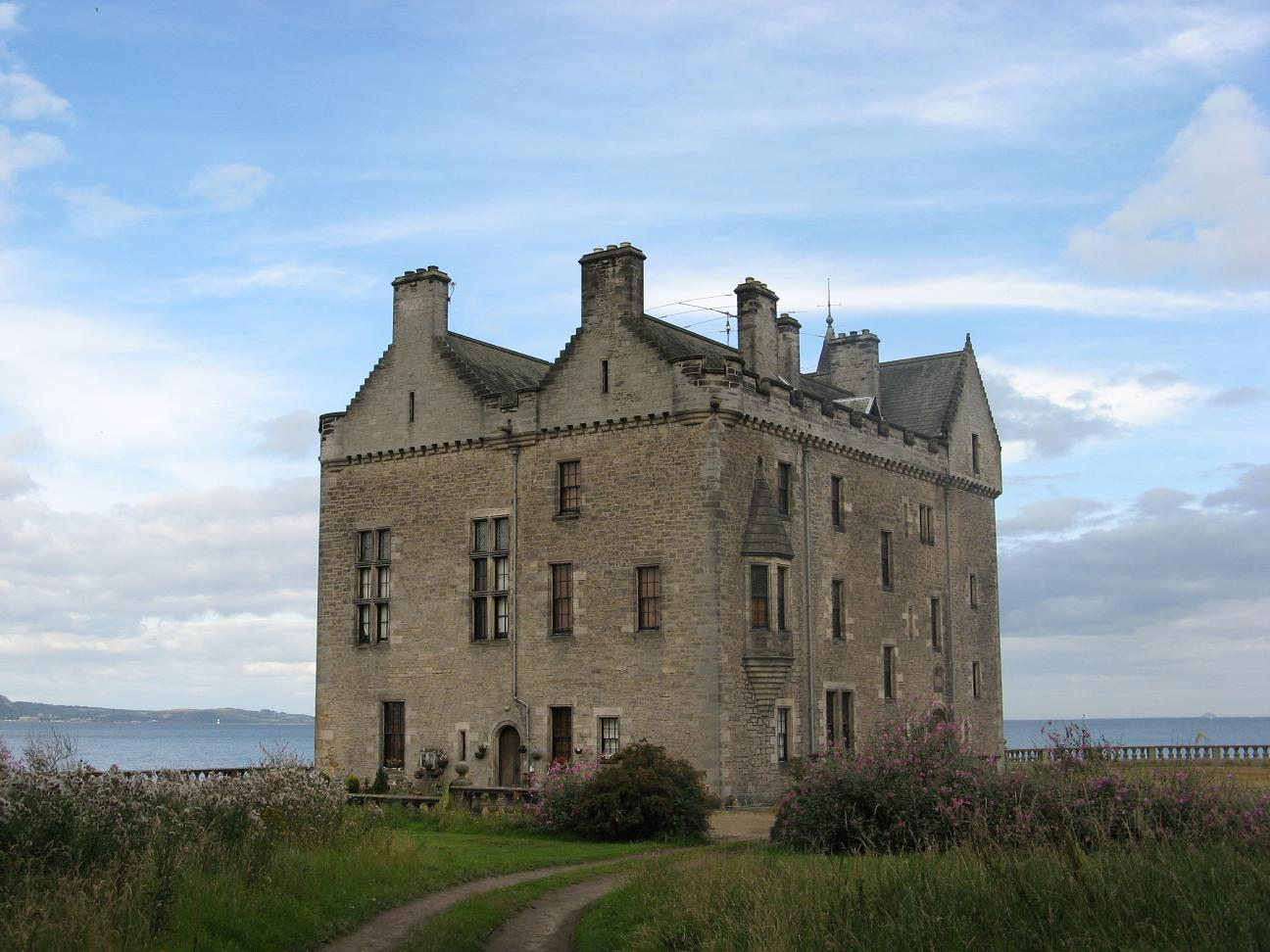
Barnbougle Castle von Südwesten

Barnbougle Castle gehörte den Mowbrays, einer normannischen Familie, die ebenfalls die Herren von Dalmeny und Inverkeithing waren. Das erste Gebäude war ein Wohnturm, den Philip Mowbray im 13. Jahrhundert bauen ließ. 1615 verkauften die Mowbrays Barnbougle Castle an Sir Thomas Hamilton, den späteren Earl of Haddington. Dessen Enkel verkaufte das Anwesen 1662 weiter an Archibald Primrose, Lord Carrington, einen älteren Richter, der 1676 zum Lord Justice General von Schottland ernannt wurde. Sir Archibalds ältester Sohn aus zweiter Ehe, ebenfalls Archibald, wurde 1703 zum Earl of Rosebery ernannt und Barnbougle Castle wurde zu seinem Familiensitz. Irgendwann im Laufe des 17. Jahrhunderts wurde der alte Wohnturm abgerissen und durch ein neues Gebäude ersetzt.
1774 zeichnete der Architekt Robert Adam einen Plan zum Neubau der Burg. Er schlug ein dreieckiges Gebäude vor, das den ursprünglichen Wohnturm als seewärts zeigende Ecke enthielt. Dieser Plan kam allerdings nie zur Ausführung. Anfang des 19. Jahrhunderts verfiel die Burg und offenbar schlug sogar eine Welle während des Abendessens in das Speisezimmer. Der 4. Earl of Rosebery hatte Dalmeny House auf seinem Anwesen bauen lassen und seine Familie zog dort nach der Fertigstellung 1817 ein. Barnbougle Castle diente fortan als Lager für Sprengstoffe und wurde, nachdem es bei einer Explosion beschädigt worden war, als Ruine stehengelassen.
1881 wurde die Burg nach Plänen von James Maitland Wardrop aus dem Architekturbüro Wardrop & Reid vollkommen umgestaltet und erweitert im Scottish Baronial Style neu aufgebaut. Das ältere Mauerwerk an der Nordseite wurde in das neue Gebäude integriert. Das Gebäude entstand vornehmlich zur Aufnahme der Bibliothek des 5. Earl of Rosebery (1847–1929), der 1894 Premierminister wurde. Lord Rosebery übte seine Reden hier in einer extra dafür gebauten Galeriehalle. Barnbougle Castle blieb Teil des Anwesens von Dalmeny House und ist auch heute noch in Besitz der Earls of Rosebery.
Historic Scotland hat Barnbougle Castle als historisches Bauwerk der Kategorie A gelistet.

## Beschreibung
Die Burg liegt auf einer hervortretenden Felsterrasse. Sie enthält teilweise Mauerwerk des alten Wohnturms, ist aber hauptsächlich ein Bau aus dem Ende des 19. Jahrhunderts. Sie hat drei Vollgeschosse und ein Dachgeschoss; Baumaterial ist Bruchstein, der mit Sandstein-Werkstein verkleidet wurde.
Architektonische Details sind Staffelgiebel, Scharwachtürme mit Wasserspeiern an den beiden westlichen Ecken und eine zinnenbewehrte Brüstung. Eine 2,4 Meter hohe Obelisksonnenuhr steht im Garten der Burg. Sie wurde 1890 dort aufgestellt.

## Sagen
Der Sage nach ging Sir Roger Mowbray auf einen Kreuzzug ins Heilige Land und fiel in einer Schlacht gegen die Sarazenen. Sein treuer Jagdhund, der auf Barnbougle Castle zurückgeblieben war, begann in diesem Moment unkontrollierbar zu jaulen. Schließlich starb er aus Trauer um seinen Herrn. Man sagt, dass man sein Jaulen heute noch am Hound Point, 800 Meter westlich der Burg, in dunklen, windigen Nächten hören kann. In einer anderen Version der Sage heißt es, dass, wenn der Tod eines der Burgherren bevorstünde, ein schwarzer Mann mit einem Hund an dieser Stelle auftauchen und auf einem Horn die Todesmelodie des Barons blasen würde. Eine Ballade lautet:
And ever when Barnbougle's lords
Are parting this scene below
Come hound and ghost to this haunted coast
With death notes winding slow.